# Minardi PS03
El Minardi PS03 fue un monoplaza de Fórmula 1 utilizado por el equipo Minardi en la temporada 2003.
El PS03 fue el tercer monoplaza de Minardi que se creó bajo la influencia de Paul Stoddart y quería que fuera un anotador de puntos regular. Justin Wilson y Jos Verstappen fueron los pilotos, con Nicolas Kiesa como piloto de pruebas. Lo más destacado de la temporada para el equipo fue el mejor tiempo del neerlandés el viernes en el Gran Premio de Francia, sin embargo, esto fue solo porque llovió. Sorprendentemente, a pesar de que el equipo tuvo muchas retiradas; el británico solo terminó 2 de sus primeras 8 carreras, los motores Cosworth eran confiables, nunca causaron que el piloto se retirara. Lo que causó que Wilson se retirara estas 6 veces fue; 3 radiadores con orificios, problemas físicos y un problema recurrente de reabastecimiento de combustible.
Uno de los principales problemas que Minardi siempre tuvo con el coche fue la falta de pruebas en el túnel de viento, solo manejando 12 días en el túnel de viento Fondmetal.

## Resultados

### Fórmula 1
(Clave) (negrita indica pole position) (cursiva indica vuelta rápida)

| Año  | Motor             | Neu. | N.º | Pilotos        | 1   | 2   | 3   | 4   | 5   | 6   | 7   | 8   | 9   | 10  | 11  | 12  | 13  | 14  | 15  | 16  | Puntos | Pos. |
| ---- | ----------------- | ---- | --- | -------------- | --- | --- | --- | --- | --- | --- | --- | --- | --- | --- | --- | --- | --- | --- | --- | --- | ------ | ---- |
| 2003 | Cosworth CR-3 V10 | B    |     |                | AUS | MYS | BRA | SMR | ESP | AUT | MON | CAN | EUR | FRA | GBR | GER | HUN | ITA | USA | JPN | 0      | 10º  |
| 2003 | Cosworth CR-3 V10 | B    | 18  | Justin Wilson  | Ret | Ret | Ret | Ret | 11  | 13  | Ret | Ret | 13  | 14  | 16  |     |     |     |     |     | 0      | 10º  |
| 2003 | Cosworth CR-3 V10 | B    | 18  | Nicolas Kiesa  |     |     |     |     |     |     |     |     |     |     |     | 12  | 13  | 12  | 11  | 16  | 0      | 10º  |
| 2003 | Cosworth CR-3 V10 | B    | 19  | Jos Verstappen | 11  | 13  | Ret | Ret | 12  | Ret | Ret | 9   | 14  | 16  | 15  | Ret | 12  | Ret | 10  | 15  | 0      | 10º  |

- [1]